# (5257) Laógono
(5257) Laógono es un asteroide que forma parte de los asteroides troyanos de Júpiter, descubierto el 14 de septiembre de 1988 por Schelte John Bus desde el Observatorio Interamericano del Cerro Tololo, La Serena, Chile.

## Designación y nombre
Designado provisionalmente como 1988 RS10, se le asignó el nombre definitivo en honor a Laógono, uno de los dos hijos de Bias asesinados por Aquiles después de derribarlos de su carro

## Características orbitales
Laógono está situado a una distancia media del Sol de 5,164 ua, pudiendo alejarse hasta 5,332 ua y acercarse hasta 4,995 ua. Su excentricidad es 0,032 y la inclinación orbital 2,869 grados. Emplea 4286,26 días en completar una órbita alrededor del Sol.

## Características físicas
La magnitud absoluta de Laógono es 12. 